# Wéber Károly

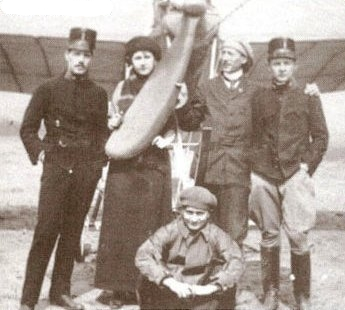
A "Horváth I." pilótái: Sohár József, Prodam Guido, Fekete Örs ül Wéber Károly. A hölgy ismeretlen.

Wéber Károly, Wéber Károly János (Budapest, 1887. február 25. – Budapest, 1956. október 13.) magyar artista, légtornász, repülőgép pilóta és oktató, az első magyar akrobata-repülő (műrepülő).

## Életútja
Wéber Ignác és Fejes Teréz fiaként született. A magyar motoros repülés a Rákosmezőn indult meg. Elsők között telepedett meg a fa hangárvárosba. 1911-ig mint artista, cirkuszi légtornász járta a világot. Járt az Egyesült Államokban, ahol látta a Wright testvéreket repülni. 1912 nyarán hazatért és rögtön bekapcsolódott a rákosmezei munkába. 1913-ban berepülőpilóta. Wéber nem tudta megszokni a rákosi nyomorgást, újra visszatért Claude Grahame-White repülő iskolájába. A pilótavizsgát 1914. június 5-én tette le. A magyarok közül ő repült először „loopingot”, hullámformát. Ő volt az első magyar akrobata-repülő (műrepülő). Halálát kéthegyű billentyű elégtelenség okozta. Felesége Batka Rózsa volt, akivel 1922-ben kötött házasságot Makón.

## Emlékezete
Budapest XVII. kerületében 2003-ban utcát neveztek el róla.